# Ctenotus regius
Ctenotus regius (королівський гребневухий сцинк) — вид сцинкоподібних ящірок родини сцинкових (Scincidae). Ендемік Австралії.

## Поширення і екологія
Королівські гребневухі сцинки мешкають в центральних і східних районах Південної Австралії, на заході Нового Південного Уельсу, на північному заході Вікторії, на південному заході Квінсленда та на півдні Північної Території. Вони живуть в кам'янистих і піщаних пустелях, порослих спінніфексом. Відкладають яйця.